# Episinus marginatus
Episinus marginatus är en spindelart som först beskrevs av Tamerlan Thorell 1898. Episinus marginatus ingår i släktet Episinus och familjen klotspindlar.
Artens utbredningsområde är Myanmar. Inga underarter finns listade i Catalogue of Life.